# Frederico, Duque de Saxe-Altemburgo
Frederico de Saxe-Hildburghausen (29 de abril de 1763 - 29 de setembro de 1834), foi o último Duque de Saxe-Hildburghausen e o primeiro Duque de Saxe-Altemburgo.

## Biografia
Frederico era o filho mais novo e único herdeiro de Ernesto Frederico III, Duque de Saxe-Hildburghausen, e da sua terceira esposa, a duquesa Ernestina Augusta de Saxe-Weimar.

## Sucessão
Frederico sucedeu ao seu pai como duque de Saxe-Hildburghausen em 1780, quando tinha apenas dezassete anos de idade e, por isso, o seu tio-bisavô, o príncipe José de Saxe-Hildburghausen, foi o seu regente até 1787, ano da sua morte.
Até 1806 Frederico foi sujeito às restrições da Comissão Imperial de Dívida que controlava o ducado de Saxe-Hildburghausen devido às políticas económicas dissolutas dos seus antecessores. Em 1806, Frederico juntou-se à Confederação do Reno e, em 1815, à Confederação Germânica.

## Casamento e descendência
No dia 3 de setembro de 1785, em Hildburghausen, Frederico casou-se com a duquesa Carlota Jorgina de Mecklemburgo-Strelitz. Juntos tiveram doze filhos:
1. José Jorge Carlos Frederico de Saxe-Hildburghausen(12 de junho de 1786 - 30 de julho de 1786).
2. Carlota de Saxe-Hildburghausen (17 de junho de 1787 - 12 de dezembro de 1847), casada no dia 28 de setembro de 1805 com o príncipe Paulo de Württemberg.
3. Carlota Augusta de Saxe-Hildburghausen (29 de julho de 1788).
4. José, Duque de Saxe-Altemburgo (27 de agosto de 1789 - 25 de novembro de 1868).
5. Luísa Frederica Maria Carolina Augusta Cristiana de Saxe-Hildburghausen (18 de janeiro de 1791 - 25 de março de 1791).
6. Teresa de Saxe-Hildburghausen (8 de julho de 1792 - 26 de outubro de 1854), casada, no dia 12 de outubro de 1810 com o rei Luís I da Baviera.
7. Luísa de Saxe-Hildburghausen (28 de janeiro de 1794 - 6 de abril de 1825), casada no dia 24 de julho de 1814 com Guilherme, Duque de Nassau.
8. Francisco Frederico Carlos Luís Jorge Henrique de Saxe-Hildburghausen (13 de abril de 1795 - 28 de maio de 1800).
9. Jorge, Duque de Saxe-Altemburgo (24 de julho de 1796 - 3 de agosto de 1853).
10. Frederico Guilherme Carlos José Luís Jorge de Saxe-Hildburghausen (4 de outubro de 1801 - 1 de julho de 1870).
11. Maximiliano Carlos Adolfo Henrique de Saxe-Hildburghausen (19 de fevereiro de 1803 - 29 de março de 1803).
12. Eduardo de Saxe-Altemburgo (3 de julho de 1804 - 16 de maio de 1852).

## Genealogia
| Frederico de Saxe-Altemburgo | Pai: Ernesto Frederico III, Duque de Saxe-Hildburghausen | Avô paterno: Ernesto Frederico II de Saxe-Hildburghausen | Bisavô paterno: Ernesto Frederico I, Duque de Saxe-Hildburghausen |
| Frederico de Saxe-Altemburgo | Pai: Ernesto Frederico III, Duque de Saxe-Hildburghausen | Avô paterno: Ernesto Frederico II de Saxe-Hildburghausen | Bisavó paterna: Sofia Albertina de Erbach-Erbach                  |
| Frederico de Saxe-Altemburgo | Pai: Ernesto Frederico III, Duque de Saxe-Hildburghausen | Avó paterna: Carolina de Erbach-Fürstenau                | Bisavô paterno: Filipe Carlos de Erbach-Fürstenau                 |
| Frederico de Saxe-Altemburgo | Pai: Ernesto Frederico III, Duque de Saxe-Hildburghausen | Avó paterna: Carolina de Erbach-Fürstenau                | Bisavó paterna: Carlota Amália de Kunowitz                        |
| Frederico de Saxe-Altemburgo | Mãe: Ernestina de Saxe-Weimar                            | Avô materno: Ernesto Augusto I de Saxe-Weimar-Eisenach   | Bisavô materno: João Ernesto III de Saxe-Weimar-Eisenach          |
| Frederico de Saxe-Altemburgo | Mãe: Ernestina de Saxe-Weimar                            | Avô materno: Ernesto Augusto I de Saxe-Weimar-Eisenach   | Bisavó materna: Sofia Augusta de Anhalt-Zerbst                    |
| Frederico de Saxe-Altemburgo | Mãe: Ernestina de Saxe-Weimar                            | Avó materna: Sofia Carlota de Brandenburg-Bayreuth       | Bisavô materno: Jorge Frederico Carlos de Brandenburg-Bayreuth    |
| Frederico de Saxe-Altemburgo | Mãe: Ernestina de Saxe-Weimar                            | Avó materna: Sofia Carlota de Brandenburg-Bayreuth       | Bisavó materna: Doroteia de Schleswig-Holstein-Sonderburg-Beck    |